# Grand Prix moto des États-Unis 1990
Le  Grand Prix moto des États-Unis 1990 est la deuxième manche du championnat du monde de vitesse moto 1990. La compétition s'est déroulée du 6 au 8 avril 1990 sur le circuit de Laguna Seca.
C'est la 8e édition du Grand Prix moto des États-Unis et la 5e édition comptant pour les championnats du monde.

## Classement final 500 cm3
| Pos. | Pilote               | Constructeur | Temps/Écart     | Points |
| ---- | -------------------- | ------------ | --------------- | ------ |
| 1    | Wayne Rainey         | Yamaha       | 50 min 55 s 379 | 20     |
| 2    | Mickael Doohan       | Honda        | +30 s 386       | 17     |
| 3    | Pierfrancesco Chili  | Honda        | +59 s 233       | 15     |
| 4    | Christian Sarron     | Yamaha       | +1 min 13 s 006 | 13     |
| 5    | Jean-Philippe Ruggia | Yamaha       | +1 min 22 s 592 | 11     |
| 6    | Juan Garriga         | Yamaha       | +1 tour         | 10     |
| 7    | Randy Mamola         | Cagiva       | +1 tour         | 9      |
| 8    | Alex Barros          | Cagiva       | +1 tour         | 8      |
| 9    | Peter Lindén         | Honda        | +3 tours        | 7      |
| 10   | Nicholas Schmassman  | Honda        | +3 tours        | 6      |
| Ret  | Kevin Magee          | Suzuki       | Abandon         |        |
| Ret  | Tadahiko Taira       | Yamaha       | Abandon         |        |
| Ret  | Kevin Schwantz       | Suzuki       | Abandon         |        |
| Ret  | Wayne Gardner        | Honda        | Abandon         |        |
| Ret  | Ron Haslam           | Cagiva       | Abandon         |        |
| Ret  | Sito Pons            | Honda        | Abandon         |        |
| Ret  | Eddie Lawson         | Yamaha       | Abandon         |        |

## Classement final 250 cm3
| Pos. | Pilote            | Constructeur | Temps/Écart     | Points |
| ---- | ----------------- | ------------ | --------------- | ------ |
| 1    | John Kocinski     | Yamaha       | 44 min 59 s 738 | 20     |
| 2    | Luca Cadalora     | Yamaha       | +10 s 669       | 17     |
| 3    | Wilco Zeelenberg  | Honda        | +18 s 004       | 15     |
| 4    | Reinhold Roth     | Honda        | +24 s 978       | 13     |
| 5    | Dominique Sarron  | Honda        | +33 s 546       | 11     |
| 6    | Carlos Cardus     | Honda        | +37 s 191       | 10     |
| 7    | Helmut Bradl      | Honda        | +38 s 196       | 9      |
| 8    | Jochen Bradl      | Honda        | +35 s 798       | 8      |
| 9    | Andy Preining     | Aprilia      | +1 min 01 s 707 | 7      |
| 10   | Martin Wimmer     | Aprilia      | +1 min 02 s 809 | 6      |
| 11   | Masao Shimizu     | Honda        | +1 min 03 s 917 | 5      |
| 12   | Loris Reggiani    | Aprilia      | +1 min 12 s 259 | 4      |
| 13   | Rich Oliver       | Yamaha       | +1 min 12 s 631 | 3      |
| 14   | Niall Mackenzie   | Yamaha       | +1 min 12 s 962 | 2      |
| 15   | Carlos Lavado     | Aprilia      | +1 min 26 s 113 | 1      |
| 16   | Jorge Martinez    | JJ Cobas     | +1 tour         |        |
| 17   | Renzo Colleoni    | Aprilia      | +1 tour         |        |
| 18   | Andrea Borgonono  | Aprilia      | +1 tour         |        |
| 19   | Chris d'Aluisio   | Yamaha       | +1 tour         |        |
| 20   | Bernard Haenggeli | Aprilia      | +1 tour         |        |
| 21   | John Cornwell     | Yamaha       | +1 tour         |        |
| 22   | Urs Jücker        | Yamaha       | +1 tour         |        |
| 23   | Daniel Coe        | Yamaha       | +1 tour         |        |
| Abd. | Alan Carter       | Aprilia      | Abandon         |        |
| Abd. | Harald Becker     | Yamaha       | Abandon         |        |
| Abd. | Alex Criville     | Yamaha       | Abandon         |        |
| Abd. | Erich Neumair     | Honda        | Abandon         |        |
| Abd. | Harald Eckl       | Aprilia      | Abandon         |        |

## 125 cm3
Pas d’épreuve dans cette catégorie.